# Calonge
Calonge – gmina w Hiszpanii, w prowincji Girona, w Katalonii, o powierzchni 33,89 km². W 2011 roku gmina liczyła 10 851 mieszkańców.